# Whitakers
Whitakers es un pueblo ubicado en el condado de Nash y condado de Edgecombe en el estado estadounidense de Carolina del Norte. La localidad en el año 2000, tenía una población de 799 habitantes en una superficie de 2,1 km², con una densidad poblacional de 377,6 personas por km².

## Geografía
Whitakers se encuentra ubicado en las coordenadas 36°6′21″N 77°42′49″O / 36.10583, -77.71361. Según la Oficina del Censo, la localidad tiene un área total de 2,1 km² (0,8 mi²), de la cual 2,1 km² (0,8 mi²) es tierra y 0 km² (0 mi²) (0.0%) es agua.

### Localidades adyacentes
El siguiente diagrama muestra a las localidades en un radio de 20 kilómetros (12,4 mi) de Whitakers.

## Demografía
En el 2000 la renta per cápita promedia del hogar era de $24.141, y el ingreso promedio para una familia era de $27.188. El ingreso per cápita para la localidad era de $12.893. En 2000 los hombres tenían un ingreso per cápita de $29.643 contra $21.736 para las mujeres. Alrededor del 33.30% de la población estaba bajo el umbral de pobreza nacional.